# 烧录卡

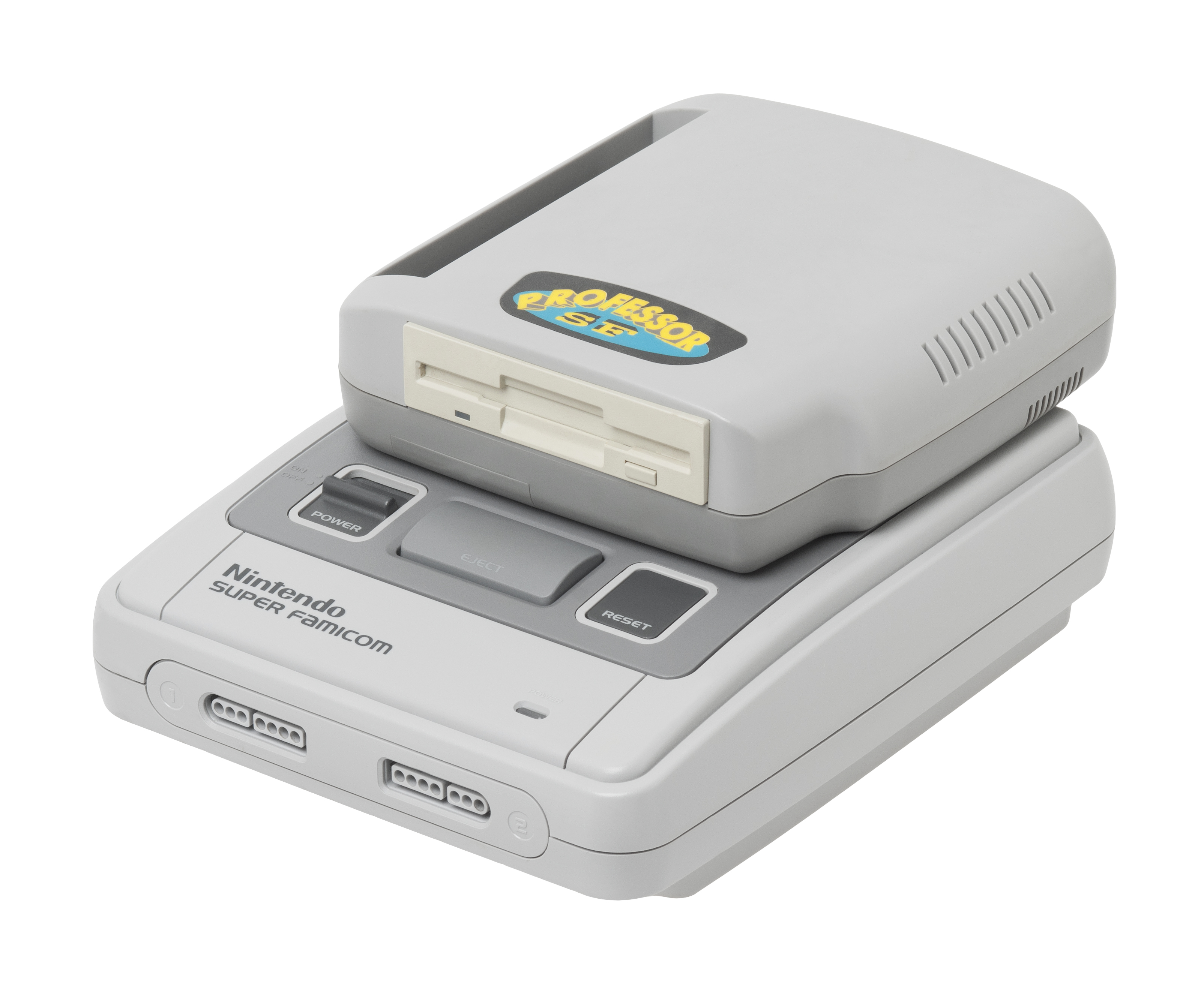
A Professor SF attached to a Japanese Super Famicom video game console. The Professor SF allowed for backing up/copying of game carts to floppy disks, save states and cheats.

烧录卡是一种用于任天堂DS或Game Boy Advance上的一种存储介质，通过它，可以使NDS或GBA机器对存储芯片内的各种文件进行读取。

## 种类
目前种类上分两种不同规格的烧录卡：一种是插SLOT-2接口（GBA卡槽）的烧录卡，也是早期比较老的烧录卡；另一种是插SLOT-1接口（NDS卡槽）的烧录卡，这类卡推出时间较前者晚，但是由于其可使用存储容量相对于任天堂游戏卡要大的多且能够对数据擦写的TF卡或mini-sd卡，并可在上述存储卡片上直接运行NDS的游戏，因此这类卡在NDS玩家中深受欢迎。目前这类卡包括R4、DSTT、M3DSR、AceKard等。其中中国使用烧录卡的人数要远远多于日本美国等国家